# Dzsenín kormányzóság
Dzsenín kormányzóság (arabul محافظة جنين [Muḥāfaẓat Ǧanīn]) Palesztina tizenhat kormányzóságának egyike. Ciszjordánia északi részén fekszik. Északon Izrael, délkeleten Túbász kormányzóság, délen Náblusz kormányzóság, délnyugaton pedig Túlkarm kormányzóság határolja. Központja Dzsenín városa. Területe 583 km², népessége pedig a 2007-es népszámlálás adatai szerint 256 619 fő.